# Йорг Беме
Йорг Беме (нім. Jörg Böhme, нар. 22 січня 1974, Гоенмельзен) — німецький футболіст, що грав на позиції півзахисника. По завершенні ігрової кар'єри — тренер.
Виступав, зокрема, за клуб «Шальке 04» та «Боруссія» (Менхенгладбах), а також національну збірну Німеччини, у складі якої став срібним призером чемпіонату світу.

## Клубна кар'єра
Народився 22 січня 1974 року в місті Гоенмельзен. Вихованець юнацької команди «Карл Цейс». У дорослому футболі дебютував 1992 року виступами за команду «Карл Цейс», в якій не зумів стати основним гравцем, здебільшого виступаючи за дубль. Через це 1994 року він перейшов у «Нюрнберг», де провів наступний сезон.
Перед сезоном 1995/96 перейшов у «Айнтрахт» (Франкфурт-на-Майні), у складі якого і дебютував у Бундеслізі, після чого з 1996 року перейшов у «Мюнхен 1860». У жодному з цих клубів Йорг не зміг стати основним і тільки повернення до Другої Бундесліги у клуб «Армінія» (Білефельд) в 1998 році відкрило шлях для більш частих виступів.
Після успіхів в «Армінії» його підписав «Шальке 04», якому терміново потрібен був лівоногий півзахисник. За гельзенкірхенців Беме зіграв найуспішніший відрізок у своїй професійній кар'єрі. За чотири сезони він провів 101 матч і забив 23 м'ячі. З гельзенкірхенцями Беме двічі поспіль виграв Кубок Німеччини. При цьому у фіналі 2001 року Йорг забив обидва голи у матчі проти «Уніона» (Берлін), а рік по тому забив перший гол у фінальній грі проти «Баєра 04» (4:2).
Протягом 2005—2006 років захищав кольори «Боруссії» (Менхенгладбах).
Завершив професійну ігрову кар'єру у клубі «Армінія» (Білефельд), у складі якого вже виступав раніше. Прийшов до команди 2006 року, захищав її кольори до припинення виступів на професійному рівні у 2008 році.

## Виступи за збірну
2001 року дебютував в офіційних матчах у складі національної збірної Німеччини. Протягом кар'єри у національній команді, яка тривала усього 3 роки, провів у формі головної команди країни 10 матчів, забивши 1 гол.
У складі збірної був учасником чемпіонату світу 2002 року в Японії і Південній Кореї, де разом з командою здобув «срібло». Сам Йорг, однак, не зіграв на тому турнірі жодного матчу.

## Кар'єра тренера
Розпочав тренерську кар'єру відразу ж по завершенні кар'єри гравця, 2008 року, ставши помічником тренера другої команди «Армінії» (Білефельд), де пропрацював з 2008 по 2010 рік. 21 січня 2010 він був призначений помічником тренера першої команди «Армінії», а з сезону 2010/11 Беме прийняв на себе управління юнацькою командою U-19. У травні 2011 року він був звільнений з цієї посади.
В період з 3 травня по 5 червня 2012 року Беме нетривалий час був головним тренером «Герфорда», але за цей час команда здобула лише два перемоги.
3 січня 2014 року став асистентом головного тренера в «Енергі», але після звільнення головного тренера Штефана Шмідта 24 лютого 2014 року Беме був призначений як тимчасовий головний тренер «Енергі». Після того як Йорг не врятував команду від вильоту в Третю лігу за підсумками сезону 2013/14, він покинув клуб.
У сезоні 2015/16 Беме був одним із тренерів другої команди «Шальке 04».

## Титули і досягнення
- Володар Кубка Німеччини (2):

«Шальке 04»: 2000/01, 2001/02
- Віце-чемпіон світу: 2002